# Кузьминых, Евгений Иванович
Евгений Иванович Кузьминых (2 марта 1908 года, Екатеринбург, Пермская губерния, Российская империя — 7 октября 1987 года, Свердловск, РСФСР, СССР) — советский тренер, спортсмен, пионер фигурного катания в Свердловске.

## Биография
Спортом начал заниматься в 17 лет в свердловском клубе имени Октябрьской Революции. Увлекался боксом, тяжёлой атлетикой, футболом, фигурным катанием и хоккеем с мячом. В конце 1930-х годов окончил физкультурный техникум и начал преподавать физкультуру в техникуме связи (будущем Уральском техническом институте связи и информатики). Как спортсмен входил в сборную города по футболу и хоккею с мячом, среди болельщиков получил прозвище Ян.
Спортивную карьеру Кузьминых прервала Великая Отечественная война. На фронтах он был дважды ранен и вернулся в Свердловск в 1944 году инвалидом второй группы. Но спорт не оставил и стал тренером по футболу и хоккею с мячом на стадионе Пионеров и школьников (будущий спорткомплекс «Юность»). Среди его воспитанников — чемпион мира по хоккею с мячом Анатолий Голубев, чемпионы СССР по хоккею с мячом Павел Губин, Юрий Шкляев.
В конце 1940-х годов Кузьминых всерьёз начинает заниматься фигурным катанием, и в 1948 году становится чемпионом РСФСР в одиночном катании на коньках по 2 спортивному разряду. С начала 1950 года в Свердловске начинают проводиться регулярные соревнования по этому виду спорта. Кузьминых начинает тренировать фигуристов добровольного спортивного общества «Спартак», которые добиваются успехов на всесоюзном уровне. Среди его воспитанников — чемпион РСФСР в одиночном катании Леонид Перепёлкин, чемпионка РСФСР в парном катании Лидия Сидорова (Кузьминых), чемпион Свердловска и области в одиночном катании Владимир Кузьминых, призёр чемпионата РСФСР в парном катании Агнесса Дунаева (Пинженина), призёр чемпионата Свердловска в одиночном катании Владимир Красноперов. Был среди его учеников и Игорь Ксенофонтов, создавший в Свердловске собственную школу фигурного катания.  В те же годы Кузьминых становится во главе областной федерации фигурного катания.
В 1960-х годах основным местом работы Кузьминых становится кафедра физкультуры и спорта Уральского политехнического института. Под его началом секция фигурного катания при спортивном клубе УПИ стала одной из ведущих в городе и области. Здесь Кузьминых работал до пенсии.
Скончался 7 октября 1987 года в Свердловске. Похоронен на Широкореченском кладбище.

## Награды и звания
За боевые заслуги награждён орденом Красной Звезды, орденом Отечественной войны I степени (06.04.1985) и шестью медалями, в том числе медаль «За боевые заслуги» (26.07.1943).
Судья всесоюзной категории по фигурному катанию. Награждён знаком «Ветеран спорта РСФСР», знаком «Отличник физической культуры и спорта». В 1985 году внесён в Книгу Почёта Свердловского областного совета ДСО «Спартак».
Занесён в Книгу Памяти Министерства спорта Свердловской области под № 9.